# Arondismentul Châteauroux
Arondismentul Châteauroux (în franceză Arrondissement de Châteauroux) este un arondisment din departamentul Indre, regiunea Centre-Val de Loire, Franța.

## Subdiviziuni

### Cantoane
- Cantonul Ardentes
- Cantonul Argenton-sur-Creuse
- Cantonul Buzançais
- Cantonul Châteauroux-Centre
- Cantonul Châteauroux-Est
- Cantonul Châteauroux-Ouest
- Cantonul Châteauroux-Sud
- Cantonul Châtillon-sur-Indre
- Cantonul Écueillé
- Cantonul Levroux
- Cantonul Valençay

### Comune
| 1. Ardentes (36005)          | 2. Argenton-sur-Creuse (36006)    | 3. Argy (36007)                       | 4. Arpheuilles (36008)               |
| 5. Arthon (36009)            | 6. Baudres (36013)                | 7. Bouesse (36022)                    | 8. Bouges-le-Château (36023)         |
| 9. Bretagne (36024)          | 10. Brion (36026)                 | 11. Buxières-d'Aillac (36030)         | 12. Buzançais (36031)                |
| 13. Celon (36033)            | 14. La Chapelle-Orthemale (36040) | 15. Chasseneuil (36042)               | 16. Chavin (36048)                   |
| 17. Chezelles (36050)        | 18. Châteauroux (36044)           | 19. Châtillon-sur-Indre (36045)       | 20. Clion (36055)                    |
| 21. Cléré-du-Bois (36054)    | 22. Coings (36057)                | 23. Diors (36064)                     | 24. Déols (36063)                    |
| 25. Faverolles (36072)       | 26. Fléré-la-Rivière (36074)      | 27. Fontguenand (36077)               | 28. Francillon (36079)               |
| 29. Frédille (36080)         | 30. Gehée (36082)                 | 31. Heugnes (36086)                   | 32. Jeu-Maloches (36090)             |
| 33. Jeu-les-Bois (36089)     | 34. Langé (36092)                 | 35. Levroux (36093)                   | 36. Luant (36101)                    |
| 37. Luçay-le-Mâle (36103)    | 38. Lye (36107)                   | 39. Le Menoux (36117)                 | 40. Montierchaume (36128)            |
| 41. Mosnay (36131)           | 42. Moulins-sur-Céphons (36135)   | 43. Murs(36136)                       | 44. Mâron (36112)                    |
| 45. Méobecq (36118)          | 46. Neuillay-les-Bois (36139)     | 47. Niherne (36142)                   | 48. Palluau-sur-Indre (36149)        |
| 49. Pellevoisin (36155)      | 50. Le Poinçonnet (36159)         | 51. Le Pont-Chrétien-Chabenet (36161) | 52. Préaux (36166)                   |
| 53. La Pérouille (36157)     | 54. Le Pêchereau (36154)          | 55. Rouvres-les-Bois (36175)          | 56. Saint-Cyran-du-Jambot (36188)    |
| 57. Saint-Genou (36194)      | 58. Saint-Lactencin (36198)       | 59. Saint-Marcel (36200)              | 60. Saint-Martin-de-Lamps (36201)    |
| 61. Saint-Maur (36202)       | 62. Saint-Médard (36203)          | 63. Saint-Pierre-de-Lamps (36206)     | 64. Sassierges-Saint-Germain (36211) |
| 65. Selles-sur-Nahon (36216) | 66. Sougé (36218)                 | 67. Tendu (36219)                     | 68. Le Tranger (36225)               |
| 69. Valençay (36228)         | 70. Velles (36231)                | 71. Vendœuvres (36232)                | 72. La Vernelle (36233)              |
| 73. Veuil (36235)            | 74. Vicq-sur-Nahon (36237)        | 75. Villedieu-sur-Indre (36241)       | 76. Villegongis (36242)              |
| 77. Villegouin (36243)       | 78. Villentrois (36244)           | 79. Villers-les-Ormes (36245)         | 80. Vineuil (36247)                  |
| 81. Écueillé (36069)         | 82. Étrechet (36071)              |                                       |                                      |